# كايتو أنزاي
كايتو أنزاي (باليابانية: 安西 海斗) (مواليد 19 فبراير 1998)، هو لاعب كرة قدم كان يلعب كلاعب وسط.

## وصلات خارجية
- كايتو أنزاي على موقع رابطة كرة القدم اليابانية للمحترفين (اليابانية)
- كايتو أنزاي على موقع قاعدة بيانات كرة القدم.إي يو (الإنجليزية)
- كايتو أنزاي على موقع Soccerway.com (الإنجليزية)
- كايتو أنزاي على موقع عالم كرة القدم.نت (الإنجليزية)